# DB série 151
La série 151 est une locomotive électrique pour fret lourd construite pour les Chemins de Fer Fédéraux Allemands entre 1972 et 1978. Elles ont été construites en vue de remplacer les anciennes machines de la série 150, pour faire face aux exigences croissantes pour ce type de locomotives, en particulier le besoin d'une vitesse maximale de 120 km/h.

## Histoire

### Première période
Le 21 novembre 1972, la première locomotive, la 151-001, est livrée par AEG et Krupp. Elle est suivie par 11 locomotives de présérie, qui sont intensivement testées avant que la commande principale soit construite. Au total, 170 locomotives sont commandées, et initialement basées à Hagen et Nuremberg. 

### Seconde période
En 2017, 100 exemplaires de ces robustes machines pourtant déjà âgées d'une quarantaine d'années sont cédées au consortium Railpool-Toshiba. Certaines ont été relouées par DB-Cargo (devenue DB Schenker) mais un grand nombre sont également actives auprès d'opérateurs privés.
À l'origine, la série 151 est apte au service des voyageurs, mais ce n'est aujourd'hui plus possible du fait de l'absence des équipements de sécurité requis. Certains engins ont été équipés d'attelages automatiques (type unicupler AK69e) pour la traction de trains de minerai.